# روزماري جويس
روزماري جويس (بالإنجليزية: Rosemary Joyce)‏ هي عالمة الإنسان وعالمة أمريكية، ولدت في 1956.